# Малониколаевка (Петропавловский район)
Малониколаевка (укр. Маломиколаївка) — село,
Петровский сельский совет,
Петропавловский район,
Днепропетровская область,
Украина.
Код КОАТУУ — 1223883703. Население по переписи 2001 года составляло 330 человек.

## Географическое положение
Село Малониколаевка находится на правом берегу реки Самара,
выше по течению на расстоянии в 2,5 км расположено село Шевченко,
ниже по течению на расстоянии в 0,5 км расположено село Новопричепиловка,
на противоположном берегу — пгт Петропавловка.